# Lorena Jerebić
Lorena Jerebić (1. siječnja 2002.), hrvatska plivačica, članica Zagrebačkog PK., hrvatska plivačica. Hrvatska je reprezentativka. Nastupila je na europskom prvenstvu u plivanju u 25-metarskim bazenima od 4. do 8. prosinca 2019. godine u Glasgowu. Natjecala se je u disciplinama 50 m leptir, 100 m leptir i 200 m leptir.

## Vanjske poveznice
- Rezultati EP 2019. u Glasgowu (eng.)